# Гашишне масло

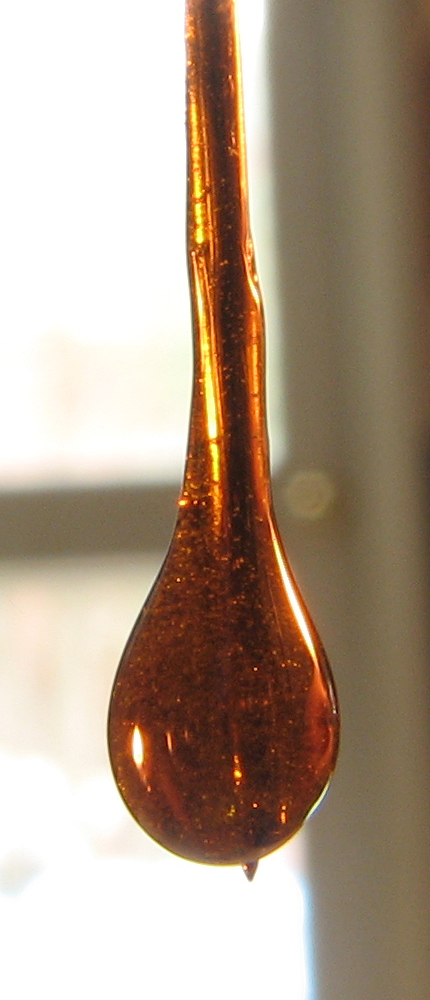
Збільшене зображення краплі гашишного масла на кінці голки

Гашишне (бурштинове, медове) масло — концентрований продукт із конопель, темна в'язка рідина з високим (до 90 %) вмістом тетрагідроканабінолу (ТГК) . Колір варіюється від темно-зеленого до темно-коричневого. Виготовляється із суцвіть конопель шляхом екстракції в апараті Сокслета; для перевезення фасується в герметичні невеликі контейнери або фармацевтичні капсули. Може додаватися в мед або солодощі, а також використовується для просочення курильного матеріалу (тютюну, марихуани, цигаркового паперу). По дії впливу нагадує високоякісний гашиш.

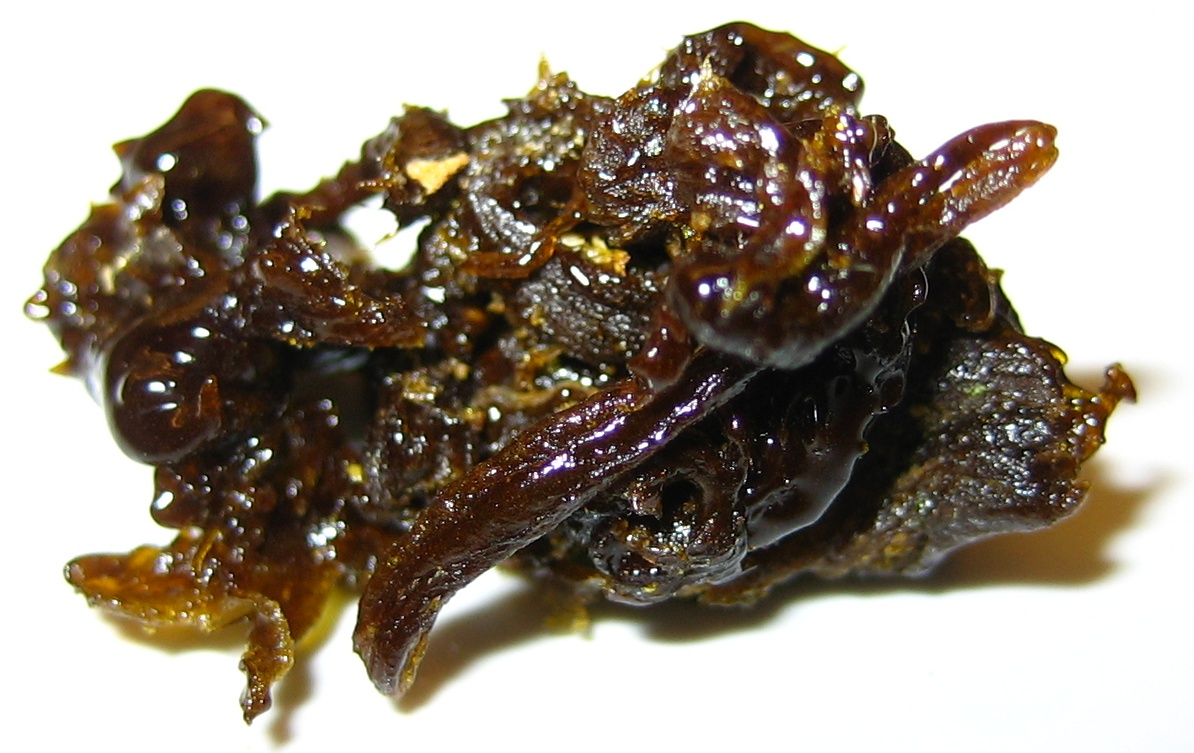
Застигле масло на рослинному матеріалі

Гашишне масло було винайдене в XIX ст. американськими фармацевтами і отримало високу оцінку медиків як найбільш адекватна заміна опіуму (при аналогічній анальгетичній та заспокійливій дії не викликає запорів та втрати апетиту). На його основі було створено безліч препаратів, найвідомішим із яких були снодійні пігулки д-ра Брауна, сироп Тулу, сироп Лобелія. На сьогодні всі ці ліки зняті з виробництва, оскільки містять ТГК.